# Max Ferrier
Max Ferrier est un footballeur puis entraîneur français né le 17 janvier 1937 à Vic-la-Gardiole dans le département de l'Hérault et mort le 26 juin 2021 à Villejuif. Il joue au poste d'ailier du début des années 1960 au début des années 1970. 
Il commence sa carrière au SO Montpellier et remporte avec ce club le championnat de France de Division 2 en 1961. Il évolue ensuite à l'AS Cannes et termine sa carrière à l'Entente BFN. Devenu entraîneur, il dirige l'US Melun, le CS Fontainebleau et l'AS Corbeil-Essonnes.

## Biographie
Max Ferrier débute en équipe première du SO Montpellier lors de la saison 1960-1961 où le club montpelliérain remporte titre de champion de France de division 2. En 1962, il devient titulaire en attaque à la suite du départ de Sékou Touré et inscrit neuf buts en championnat. Relégué en fin de saison, le club termine ensuite sixième du championnat de division 2 en 1964-1965 à une place des barrages. Le club atteint également les demi-finales de la coupe Drago où il est éliminé par le Racing Club de Lens.
Max Ferrier et son coéquipier Georges Calmettes signent en 1965 à l'AS Cannes qui vient d'être promu en division 1. Le club redescend aussitôt et, après un an en division 2, il rejoint l’Entente Bagneux-Fontainebleau-Nemours en CFA. Il termine avec ce club trois fois finaliste du championnat CFA en 1967, 1968 et 1969. Lors de la création de la nouvelle division 2, le club termine cinquième du championnat en 1971, Max Ferrier quitte l'entente l'année suivante. Il joue ensuite à l'AS Decize puis termine sa carrière à l'US Melun.
Max Ferrier devient ensuite entraîneur et dirige l'US Melun lors de la saison 1976-1977. Le club termine second du groupe centre de division 3 derrière la réserve de l'AS Saint-Étienne et, accède ainsi à la division 2. Il quitte le club sur cette montée et entraîne ensuite le CS Fontainebleau en 1978-1979 puis l'AS Corbeil-Essonnes lors de la saison 1980-1981. 

## Palmarès
Max Ferrier dispute 64 rencontres de division 1 pour 17 buts marqués et 116 rencontres de division 2 pour 17 buts inscrits. Il remporte avec le SO Montpellier le championnat de France de division 2 en 1961. 
Avec l'Entente Bagneux-Fontainebleau-Nemours, il termine trois fois finaliste du Championnat de France amateur en 1967, 1968 et 1969.